# Angelo Domenghini
Angelo Domenghini (Lallio, 1941. augusztus 25. –) Európa-bajnok és világbajnoki ezüstérmes olasz labdarúgó, csatár, edző.

## Pályafutása

### Klubcsapatban
1960 és 1964 között az Atalanta labdarúgója volt, ahol 1963-ban olasz kupa-győztes lett a csapattal és a kupasorozat legeredményesebb játékosa volt öt góllal. 1964 és 1969 között az Internazionale játékosa volt. Az Interrel kétszeres olasz bajnok lett. Tagja volt az 1964–65-ös BEK-győztes csapatnak. 1969 és 1973 között a Cagliari csapatában játszott és az 1969–70-es idényben bajnok lett az együttessel. 1973 és 1979 között játszott még az AS Roma, a Verona, a Foggia, az Olbia és a Trento együttesiben. 1979-ben vonult vissza az aktív labdarúgástól.

### A válogatottban
1963 és 1972 között 33 alkalommal szerepelt az olasz válogatottban és hét gólt szerzett. 1968-ban Európa-bajnok lett a válogatottal. 1970-ben a mexikói világbajnokságon ezüstérmet szerzett a csapattal.

### Edzőként
1977 és 1992 között edzőként tevékenykedett az Olbia, az Asti TSC, a Derthona, a Torres, a Sambenedettese, a Novara és a Battipagliese csapatainál.

## Sikerei, díjai
Olaszország
- Világbajnokság
  - ezüstérmes: 1970, Mexikó
- Európa-bajnokság
  - aranyérmes: 1968, Olaszország

 Atalanta
- Olasz kupa (Coppa Italia)
  - győztes: 1963
  - gólkirály: 1963 (5 gól)

 Internazionale
- Olasz bajnokság (Serie A)
  - bajnok: 1964–65, 1965–66
- Bajnokcsapatok Európa-kupája (BEK)
  - győztes: 1964–65
- Interkontinentális kupa
  - győztes: 1964, 1965

 Cagliari
- Olasz bajnokság (Serie A)
  - bajnok: 1969–70